# Europa Star 2004
Pour un article plus général, voir Europa Star.
La 1re édition du programme Europa Star est un programme d'émission de pièces commémoratives ayant eu lieu en 2004 dans plusieurs États européens frappant des pièces en euro ; le thème commun était l'« élargissement de l'Union européenne ».
| Pays     | Sujet                                                                              | Valeur faciale | Sortie | Notes                                                         |
| -------- | ---------------------------------------------------------------------------------- | -------------- | ------ | ------------------------------------------------------------- |
| Autriche | Carte de l'UE avec le nom des nouveaux États membres.                              | 5 €            |        | Pièce en forme d'ennéagone.                                   |
| Belgique | Carte de l'UE avec les nouveaux États membres et détails de l'enlèvement d'Europe. | 10 €           |        |                                                               |
| Espagne  | Carte de l'UE avec le nom des nouveaux États membres.                              | 10 €           |        | Portrait de Juan Carlos Ier au verso.                         |
| France   | Drapeaux des anciens et des nouveaux membres lors de l'élargissement de 2004.      | 0,25 - 500 €   |        | Six modèles différents (0,25, 1,50, 10, 20, 50, 100 et 500 €) |
| Irlande  | Cygne avec motifs celtiques.                                                       | 10 €           |        |                                                               |
| Pays-Bas | Noms des 25 pays membres.                                                          | 5 €            |        | Portrait de Béatrix des Pays-Bas au verso.                    |
| Portugal | Carte de l'UE avec une spirale centrée sur Bruxelles.                              | 8 €            |        |                                                               |

## Source
- (en) European Silver Programme 2004.